# Lista över Senegals presidenter
Senegals president är Senegals statschef. Enligt 2001 års konstitution är presidentens mandatperiod 7 år. Mandatperioden kan förnyas en gång.

## Lista över Senegals presidenter
Detta är en lista över presidenter sedan Senegal blev självständigt från Frankrike 1960.
| Nr | Porträtt | Namn                  | Tillträdde       | Avgick           | Politiskt parti        |
| -- | --- | --------------------- | ---------------- | ---------------- | ---------------------- |
| 1  | | Léopold Senghor       | 6 september 1960 | 31 december 1980 | Socialistiska partiet  |
| 1  | Senghor blev Senegals första president under 1960, sedan Malifederationen kollapsat. Han var den som påbörjade arbetet med demokrati i Senegal och han avgick precis före slutet av sin femte mandatperiod.                                                                                              | Léopold Senghor       |                  |                  |                        |
| 2  | | Abdou Diouf           | 1 januari 1981   | 1 april 2000     | Socialistiska partiet  |
| 2  | Diouf fortsatte arbetet med den demokratisering som hans företrädare påbörjat, exempelvis genom att för första gången tillåta fler oppositionspartier att delta i val. Hans tid präglades av den kortlivade Senegambiska konfederationen, Kriget mellan Mauretanien och Senegal och Casamancekonflikten. | Abdou Diouf           |                  |                  |                        |
| 3  | | Abdoulaye Wade        | 1 april 2000     | 2 april 2012     | Demokratiska partiet   |
| 3  | Under Wades tid avslutades Casamancekonflikten som pågått sedan 1982. | Abdoulaye Wade        |                  |                  |                        |
| 4  | | Macky Sall            | 2 april 2012     | 2 april 2024     | Allians för republiken |
| 4  | |                       |                  |                  |                        |
| 5  | | Bassirou Diomaye Faye | 2 april 2024     | Nuvarande        | PASTEF                 |
| 5  | |                       |                  |                  |                        |